# Кафедральный собор Святого Духа (Шишли)
Кафедральный собор Святого Духа (тур. Saint Esprit Kilisesi) — один из главных католических храмов в Стамбуле, Турция. Находится в районе Шишли, на проспекте Джумхуриет. Построен в стиле барокко в 1848 году.
Собор является вторым по величине католическим храмом в городе после базилики Святого Антония на проспекте Истикляль. Выступает как резиденция епископа.

## История
Собор построен в 1846 году под руководством швейцарско-итальянского архитектора Гаспаре Фоссати и итальянского архитектора Акилле Боттацци, при архиепископе Жюльене Иллеро. Место для собора было выбрано потому, что Ватикан решил основать своё представительство в Стамбуле на этой же улице. Строительство велось в течение года. Финансовые трудности привели к снижению качества стройматериалов. Когда в 1865 году произошло землетрясение, здание сильно пострадало. Реставрация продлилась полгода, работами руководил отец Антуан Джорджович. 
Церковь официально получила статус собора в 1876 году.
В течение последующих десятилетий здание претерпело множество реставраций. Собор получил три новых колокола, отлитых в итальянском Фермо в 1922 году. Росписи были восстановлены епископом Антуаном Маровичем в 1980 году. 
Появление собора в Шишли привело к тому, что христианская община начала селиться поблизости, хотя ранее предпочитали немусульманские районы Пера и Галата.  Погребальные склепы собора достаточно внушительны. Здесь покоятся останки различных членов католической общины Стамбула, включая монахинь из Нотр-Дам-де-Сион и архиепископа Хиллеро, придворного музыканта Джузеппе Доницетти. Захоронения в склепах продолжались до 1920-х годов.

## Архитектура
Собор представляет собой базилику с тремя нефами, построенную в стиле барокко. Некоторые историки искусства определяют архитектуру собора как базилику раннехристианского типа. Главная апсида и боковые апсиды имеют квадратную форму. Галерея опирается на колонны, разделяющие нефы, которые выстраиваются по обеим сторонам собора рядами. Интерьер базилики украшен фресками. 
Во дворе находится бронзовая статуя Папы Римского Бенедикта XV, воздвигнутая турецким государством в 1922 году в память о его усилиях по прекращению Первой мировой войны и вкладе в создание госпиталя на турецко-сирийской границе, где лечили раненых турецких солдат. Статуя размещена на каменном постаменте с табличкой, на которой написано: «Благодетель всех людей, независимо от национальности или религии». Считается, что султан Мехмед VI внес 500 золотых лир в фонд, собранный для возведения статуи.